# Fuertesimalva sanambrosiana
Fuertesimalva sanambrosiana är en malvaväxtart som först beskrevs av D.M. Bates, och fick sitt nu gällande namn av P.A. Fryxell. Fuertesimalva sanambrosiana ingår i släktet Fuertesimalva och familjen malvaväxter. Inga underarter finns listade i Catalogue of Life.